# Fort Orléans
 (novembre 2023).
Si vous disposez d'ouvrages ou d'articles de référence ou si vous connaissez des sites web de qualité traitant du thème abordé ici, merci de compléter l'article en donnant les références utiles à sa vérifiabilité et en les liant à la section « Notes et références ».

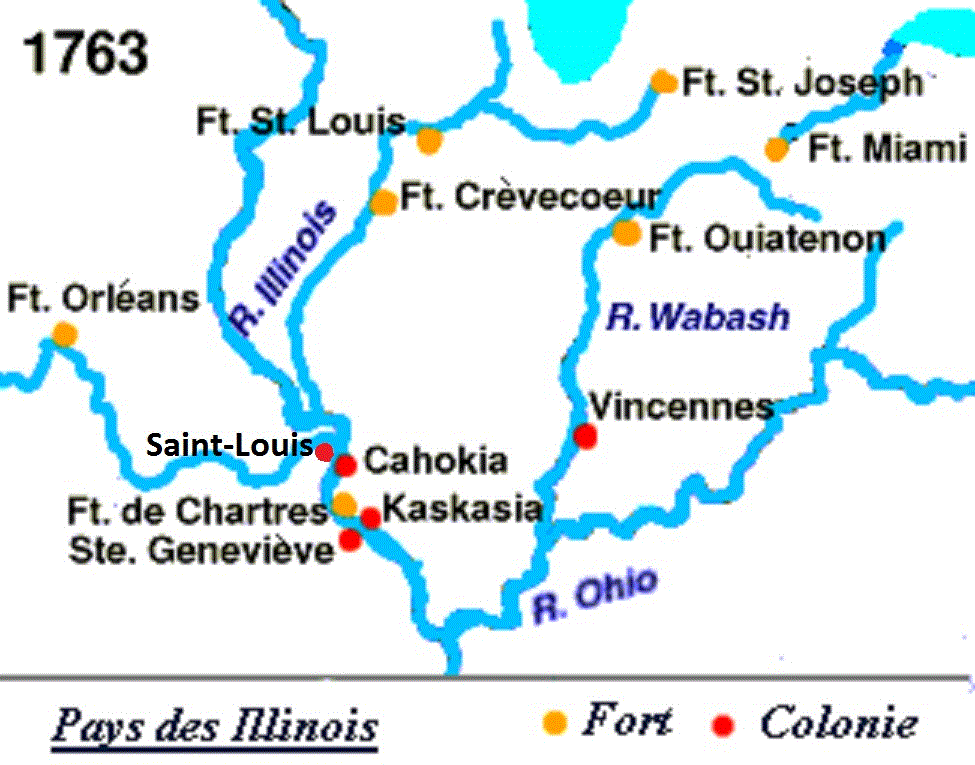
Localisation du Fort Orléans

Le Fort Orléans était un fort français qui fut le premier fort de tous les pays européens construit sur les bords du fleuve Missouri. C'était un pivot stratégique dans le vaste empire de la Nouvelle-France s'étendant de Montréal, Canada, jusqu'au Nouveau-Mexique. C'était le premier établissement permanent au Missouri à la limite occidentale du Pays des Illinois.
Le fort a été construit vers 1723 à l'embouchure de la Grand River (la Grande Rivière), Missouri, près de Brunswick, par Étienne de Veniard, sieur de Bourgmont. Il avait pour but d'être un quartier général sur le fleuve Missouri sur le tout récent territoire appelé Louisiane. Comme pour le site de La Nouvelle-Orléans, il fut nommé en l'honneur du duc d'Orléans.